# Dimock
Dimock est une municipalité américaine située dans le comté de Hutchinson, dans l'État du Dakota du Sud.
Fondée en 1910, la localité doit son nom à un géomètre du Milwaukee Railroad.

## Démographie
Selon le recensement de 2010, Dimock compte 125 habitants. La municipalité s'étend sur 0,16 milles carrés (0,41 km2).
| 1970 | 1980 | 1990 | 2000 | 2010 | - |
| ---- | ---- | ---- | ---- | ---- | - |
| 167  | 140  | 157  | 151  | 125  | - |